# مونته‌فورته چیلنتو
مونته‌فورته چیلنتو (به ایتالیایی: Monteforte Cilento) یک کومونه در ایتالیا است که در استان سالرنو واقع شده‌است. مونته‌فورته چیلنتو ۲۲ کیلومترمربع مساحت و ۵۶۵ نفر جمعیت دارد و ۶۰۰ متر بالاتر از سطح دریا واقع شده.